# Győző Simon Macalik
Győző (Viktor) Simon Macalik (* 1. März 1890 in Sibiu (deutsch Hermannstadt), damals in Österreich-Ungarn; † 19. August 1953 in Bukarest) war zwischen 1950 und 1953 Weihbischof des Bistums Alba Iulia.

## Leben
Er besuchte das Gymnasium in Oradea (deutsch Großwardein, ungarisch Nagyvárad) und Alba Iulia (deutsch Karlsburg, ungarisch Gyulafehérvár), studierte an der Päpstlichen Universität Gregoriana in Rom und promovierte 1913 zum Doktor der Philosophie. Am 15. Juli 1916 empfing er in Innsbruck durch Erzbischof Sigismund Waitz die Priesterweihe und blieb bis zum Ende des Ersten Weltkriegs in Österreich. Er führte junge Männer zum Priesterberuf, lehrte am Marianum in Cluj (deutsch Klausenburg, ungarisch Kolozsvár), wurde 1922 Spiritual am Priesterseminar in Alba Iulia und war dort von 1938 bis 1941 als Theologieprofessor tätig.
Er wurde zum Weihbischof in Alba Iulia und gleichzeitig zum Titularbischof von Azotus ernannt und am 30. Juni 1950 von Alexandru Theodor Cisar dem Erzbischof von Bukarest konsekriert. Die Bischofsweihe fand wahrscheinlich im Franziskanerkloster in Orăștie statt, wo Erzbischof Cisar seit Mai 1950 interniert war.
Győző (Viktor) Simon Macalik wurde im August 1951 inhaftiert und starb am 19. August 1953 im Gefängnis Jilava bei Bukarest.